# أندرا
أندرا (بالرومانية: Andra)‏ هي مغنية رومانية، ولدت في 23 أغسطس 1986 في كامبيا تورزي، إقليم ترانسيلفانيا في رومانيا.

## وصلات خارجية
- الموقع الرسمي
- أندرا على موقع ميوزك برينز (الإنجليزية)
- أندرا على موقع ديسكوغز (الإنجليزية)